# الدوري الجنوبي لكرة القدم 1965–66
الدوري الجنوبي لكرة القدم 1965–66 (بالإنجليزية: 1965–66 Southern Football League)‏ هو موسم من الدوري الجنوبي الممتاز. فاز فيه نادي ويموث.